# Джонстон, Дик
Ричард Дэвис "Рик" Джонстон (англ. Richard Davis „Dick“ Johnstone; 23 июня 1936, Инверкаргилл — 18 ноября 2022, Окленд) — новозеландский шоссейный велогонщик.

## Карьера
Дик Джонстон родился в новозеландском городе Инверкаргилл 23 июня 1936 года.
В 1957 году стал чемпионам Новой Зеландии в групповой гонке.
В 1964 году был включён в состав сборной Новой Зеландии на летних Олимпийских играх в Токио. На них выступил в двух гонках. Сначала в командной гонке с раздельным стартом на 100 км. По её результатам сборная Новой Зеландии (в которую также входили Лори  Байерс, Артур Кэнди и Макс Грейс) заняла 18 место, уступив занявшей первое место сборной Италии 12 минут. А затем в групповой шоссейной гонке протяжённостью 175 км занял 17 место финишировав в общей группе из 99 гонщиков, победителем которой стал Марио Занин (Италии).
Принял участие в двух Играх Британской империи и Содружества наций — 1958 году в Кардиффе (Уэльс) и в  1962 году в Перте (Австралия).
Скончался 18 ноября 2022 года в Окленде в возрасте 86 лет.

## Достижения
1957
 Чемпионат Новой Зеландии — групповая гонка
1960
Dulux Tour Six Day
1961
3-й на Dulux Tour Six Day
1963
Тур Саутленда
1964
17-й Олимпийские игры — групповая гонка